# Claudaxylia
Claudaxylia là một chi bướm đêm thuộc họ Noctuidae.